# Dan Olweus
Dan Åke Olweus (* 18. April 1931 in Nässjö, Schweden; † 20. September 2020 in Bærum, Norwegen) war ein schwedisch-norwegischer Psychologe und Professor für Persönlichkeitspsychologie an der Universität Bergen.

## Wirkung
Nachdem Olweus zunächst als Rektor am Ericastift in Stockholm gearbeitet hatte, bekam er 1969 den Doktorgrad an der Universität Umeå. Im selben Jahr wurde er zum Professor in Bergen berufen, wo er langjährig tätig war. Seit 1970 beschäftigte er sich als einer der ersten Forscher überhaupt mit der wissenschaftlichen Aufarbeitung des Mobbings und der Gewaltproblematik an Schulen (wofür er den Begriff „Bullying“ verwendete) und entwickelte seit den 1980er-Jahren Methoden der Gewaltprävention. Sein Anlass war, dass drei norwegische Schüler nach anhaltenden Schikanen durch Gleichaltrige Selbstmord begangen hatten.

## Gewaltpräventionsprogramm nach Olweus
Dan Olweus gilt als der Gründervater der Erforschung von Gewalt an Schulen. Dafür verwendete er selbst den Begriff 'Bullying', der aber nahezu ein Synonym für „Mobbing“ ist. In zahlreichen Untersuchungen in den 80er Jahren erforschte er die Bedingungen aggressiven Verhaltens in Schulen. Anlass für die Entwicklung eines Programms zur Gewaltpräventionsprogramm waren die Selbstmorde von drei Jungen Ende 1982, die vermutlich die Folgen schwerer Gewalttätigkeit durch Gleichaltrige waren. Olweus’ Programm wurde von Hanewinkel und Knaack 1997 für Deutschland an 15.000 Schülern in den Jahren 1994/95 in Schleswig-Holstein evaluiert und weiterentwickelt. Voraussetzung für die Durchführung ist ein vorhandenes Problembewusstsein und ein Veränderungswillen bei den beteiligten Erwachsenen, die jedoch auch durch die eingeleiteten Maßnahmen erst hervorgerufen werden können. Olweus warnte davor, dass eine „Aktion gegen Gewalt an einer Schule nicht zu einer Show mit kurzlebigen, fieberhaften Aktivitäten ausarten sollte.“ Die vorgeschlagenen Maßnahmen können entsprechend der spezifischen Situation der Schule frei ausgewählt und modulartig hintereinander geschaltet werden. Strukturell lassen sich die Maßnahmen dieses Programms auf folgenden Ebenen darstellen:
1. Auf der Schulebene werden nötige Rahmenbedingungen geschaffen. Zunächst wird eine anonyme Fragebogenerhebung durchgeführt, um den Ist-Zustand der Gewalttätigkeit in ihrer Ausbreitung und Intensität an der Schule zu erfassen und um ein Problembewusstsein aller Beteiligten zu wecken (Sensibilisierung für dieses Thema). Dieser Fragebogen enthält Fragen zur Gewalttätigkeit unter Schülern, zum Verhältnis zwischen Schülern und Lehrern, zu Ort und Art erlebter Gewalt. Darauf kann ein „pädagogischer Tag“ folgen, an dem neben Lehrern und Schulleitern auch Eltern- und Schülervertreter sowie externe Experten (aus Beratungsstellen / externe Schulpsychologen) teilnehmen sollten. Anschließend kann auf einer Schulkonferenz ein offizieller Beschluss zum Start des Programms gefasst werden ebenso wie eine gemeinschaftliche Verpflichtung zur Durchführung des Programms. Eine regelmäßige Aufsicht auf dem Pausenhof ist unverzichtbar, um bei aggressivem Verhalten entschlossen einzugreifen, um zu signalisieren, dass keine Gewalt akzeptiert wird. Hingegen ist eine Aufsicht ohne Eingreifen fatal, da sie stillschweigend Billigung vermittelt. Es kann ein anonymes Telefon eingerichtet werden, bei dem eine Vertrauensperson oder ein externer Experte als Gesprächspartner zur Verfügung steht, der den jeweiligen Opfern Beistand leistet und sich ein Bild von der Situation macht. Längerfristiges Ziel sollte es sein, ein Opfer zu einem persönlichen Gespräch zu bewegen, besonders bei einer desolaten Kommunikationssituation in der Schule. Sinnvoll ist es, die Zusammenarbeit von Lehrern, möglicherweise auch mit den Eltern zum Beispiel in Form einer Arbeitsgemeinschaft, zu institutionalisieren.
2. Auf der Klassenebene bieten sich spezifischere Präventionsmöglichkeiten an. Schüler und Lehrer handeln gemeinsam konkrete Klassenregeln gegen Gewalt aus (Beispiel: Wir helfen den Schülern, die gemobbt werden!). Wichtig ist hierbei die Diskussion über diese Regeln in der Klasse. Verletzungen dieser Regeln sollen möglichst zeitnah und direkt negative Konsequenzen zur Folge haben, was jedoch im Schulalltag häufig nur schwer zu realisieren ist. Bei Vandalismus hat sich aktive Behebung des Schadens durch Eigenarbeit des Täters anstelle der anonymen Haftpflichtversicherung bewährt. Regelmäßige Klassengespräche sind sinnvoll, um Regeln zu verändern oder um Fragen zur Gewaltanwendung zu diskutieren mit dem Ziel, die allgemeine Einstellung zur Gewalt in der Klasse zu verändern. In diesen Gesprächen soll prosoziales und nicht-aggressives Verhalten gelobt und positiv verstärkt werden. Kombinationen von großzügigem Lob für positive Handlungen und konsequente und gezielte Strafen für aggressives, regelbrechendes Verhalten erscheinen psychologisch sinnvoll. Der Lern- und Lehrstil soll in Richtung kooperatives Lernen – eine besondere Form der Gruppenarbeit – verändert werden. Z. B. sollen in einer Gruppe von zwei bis sechs Schülern gemeinsame Aufgaben gelöst werden, so dass auch gemeinsame Erfolgserlebnisse möglich sind. Lehrer sollten sich über die sozialen Beziehungen in der Klasse im Klaren sein bzw. sich Klarheit verschaffen. Im Sportunterricht sollte mehr Fairnesstraining anstelle des aggressionsfördernden Wettbewerbs im Mittelpunkt stehen. Gemeinsame positive Aktivitäten sind zu fördern, um den Klassenzusammenhalt und das Gefühl der Solidarität zu stärken. Zu bedenken ist, dass dies für gemobbte Schüler auch negative Erlebnisse zur Folge haben kann.
3. Auf der persönlichen Ebene sind gezielte Gespräche mit den aggressiven Kindern, deren Opfern und den betroffenen Eltern beiderseits zu führen. Eine möglicherweise überdauernde Täter-Opfer-Beziehung zwischen einzelnen Kindern ist zu verändern, um den Opfern Mut zu geben, ihre Bedürfnisse durchzusetzen. Eltern von aggressiven Kindern sollen in kooperative Arbeit eingebunden werden, z. B. in einem Versuch, Täter- und Opferfamilien an einen Tisch zu setzen.

## Auszeichnungen und Ehrungen
Olweus selbst und die nach seinen Methoden auf lokaler Ebene durchgeführten Anti-Bullying-Programme erhielten mehrere Auszeichnungen und Preise; außerdem wurden sie von führenden Experten in den USA in Zusammenarbeit mit dem Justizministerium als eines der Modellprogramme zur Gewaltprävention an amerikanischen Schulen ausgewählt und wurden und werden an mehreren bereits praktiziert. 1990 wurde er zum ordentlichen Mitglied der Academia Europaea gewählt und 2018 mit dem norwegischen Christieprisen ausgezeichnet.